# Linda Lepomme
Linda Celeste Lepomme (Lokeren, 16 maart 1955) is een Belgische actrice en zangeres.

## Levensloop
In mei 1985 nam ze deel aan het Eurovisiesongfestival met het nummer Laat me nu gaan, ze kreeg 7 punten en eindigde hiermee op de 19de plaats.
Lepomme was sinds augustus 1985 actief bij de musical-afdeling binnen het Koninklijk Ballet van Vlaanderen, van 1987 tot medio 2005 als artistiek directeur, tot de minister van Cultuur in 2005 het besluit nam om niet langer subsidies te verlenen aan musicalproducties in Vlaanderen. Linda Lepomme verlegde haar koers en werd van 2005 tot 2021 artistiek leider van de musicaltheateropleiding van Fontys Hogeschool voor de Kunsten in Tilburg, Nederland.
Daarnaast was zij jurylid in het VTM-programma 'Op zoek naar Maria' en bij de John Kraaijkamp Musical Awards. Zij geeft masterclasses auditietraining in binnen- en buitenland.

## Carrière als actrice
- Toch zonde dat 't een hoer is (1978)
- De Paradijsvogels (1979)
- De eerste sleutel (1980)
- TV-Touché (1983)
- Zware jongens (1984)
- Levenslang (1984)
- De Leeuw van Vlaanderen (1985)
- My Fair Lady (1988) : Eliza Doolittle
- Dear Fox (1990) : Hermelijn
- Detective Bogey (1994) : Kid (stem)
- Pauline & Paulette (2001)

1956: Fud Leclerc + Mony Marc · 
1957: Bobbejaan Schoepen · 
1958: Fud Leclerc · 
1959: Bob Benny · 
1960: Fud Leclerc · 
1961: Bob Benny · 
1962: Fud Leclerc · 
1963: Jacques Raymond · 
1964: Robert Cogoi · 
1965: Lize Marke · 
1966: Tonia · 
1967: Louis Neefs · 
1968: Claude Lombard · 
1969: Louis Neefs · 
1970: Jean Vallée · 
1971: Lily Castel & Jacques Raymond · 
1972: Serge & Christine Ghisoland · 
1973: Nicole & Hugo · 
1974: Jacques Hustin · 
1975: Ann Christy · 
1976: Pierre Rapsat · 
1977: Dream Express · 
1978: Jean Vallée · 
1979: Micha Marah · 
1980: Telex · 
1981: Emly Starr · 
1982: Stella · 
1983: Pas de Deux · 
1984: Jacques Zegers · 
1985: Linda Lepomme · 
1986: Sandra Kim · 
1987: Liliane Saint-Pierre · 
1988: Reynaert · 
1989: Ingeborg · 
1990: Philippe Lafontaine · 
1991: Clouseau · 
1992: Morgane · 
1993: Barbara · 
1995: Frédéric Etherlinck · 
1996: Lisa del Bo · 
1998: Mélanie Cohl · 
1999: Vanessa Chinitor · 
2000: Nathalie Sorce · 
2002: Sergio & The Ladies · 
2003: Urban Trad · 
2004: Xandee · 
2005: Nuno Resende · 
2006: Kate Ryan · 
2007: The KMG's · 
2008: Ishtar · 
2009: Copycat · 
2010: Tom Dice · 
2011: Witloof Bay · 
2012: Iris · 
2013: Roberto Bellarosa · 
2014: Axel Hirsoux · 
2015: Loïc Nottet · 
2016: Laura Tesoro · 
2017: Blanche · 
2018: Sennek · 
2019: Eliot · 
2021: Hooverphonic · 
2022: Jérémie Makiese · 
2023: Gustaph · 
2024: Mustii · 
2025: Red Sebastian